# Antonino Longo
Antonino Longo (Nicolosi, 1874 – Catania, 21 febbraio 1943) è stato un pediatra italiano.

## Biografia
Dopo essersi laureato in medicina e chirurgia all'Università di Catania, nel 1897, si specializzò in pediatria e fu il fondatore di questa specializzazione presso l'ateneo catanese, dove insegnò fino alla morte.
Fu primario della clinica pediatrica, prima all'Ospedale Garibaldi e poi all'Ospedale Vittorio Emanuele di Catania, dove gli succedette il suo allievo Felice Paradiso.
Studiò alcune malattie infettive dell'età infantile e fu tra i primi in Italia a somministrare il tartaro stibiato per curare la leishmaniosi, patologia al tempo ancora incurabile.
Morì a seguito di infarto del miocardio durante i bombardamenti di Catania nel corso della seconda guerra mondiale.
Il comune di Catania gli ha intitolato una strada.